# Isla Bearing
La isla Bearing también llamada isla Dirección, es una pequeña isla de la Antártida que se encuentra a medio camino entre las islas Nansen y Enterprise en la bahía Wilhelmina, en el oeste la costa de la Tierra de Graham. Su nombre proviene de los balleneros que la usaban como señal o marca, para entrar en el Puerto Foyn en el sureste de la isla Nansen.
La isla fue fotografiada desde el aire por la FIDASE (Falkland Islands and Dependencies Aerial Survey Expedition) durante la campaña 1956-57.

## Reclamaciones territoriales
Argentina incluye a la isla en el departamento Antártida Argentina dentro de la provincia de Tierra del Fuego, Antártida e Islas del Atlántico Sur; para Chile forma parte de la comuna Antártica de la provincia Antártica Chilena dentro de la Región de Magallanes y de la Antártica Chilena; y para el Reino Unido integra el Territorio Antártico Británico. Las tres reclamaciones están sujetas a las disposiciones del Tratado Antártico.